# Бошковићи (Зворник)
Бошковићи су насељено мјесто у граду Зворник, Република Српска, БиХ. Према попису становништва из 2013. године, у насељу је живјело 567 становника.

## Историја
Насељено мјесто Засеок након ступања на снагу ОДЛУКЕ О ПРИПАЈАЊУ НАСЕЉЕНОГ МЈЕСТА ЗАСЕОК НАСЕЉЕНОМ МЈЕСТУ БОШКОВИЋИ НА ПОДРУЧЈУ ОПШТИНЕ ЗВОРНИК престало је да постоји (Сл. гласник Републике Српске 100/2012).
Ступањем на снагу ове одлуке насељено мјесто Бошковићи биће у саставу КО Шетићи и КО Сапна, укупне површине 624 хектара, а по типу (карактеру) је сеоско ушорено и збијено-ушорено насељено мјесто.

## Становништво
Према попису становништва из 1991. године, мјесто је имало 583 становника.
| Националност | 1991. | 1981. | 1971. |
| Срби         | 517   | 452   | 717   |
| Муслимани    | 61    | 295   | 20    |
| Остали       | 5     | 54    |       |
| Укупно       | 583   | 801   | 737   |

| Демографија | Демографија | Демографија |
| Година      | Становника  | Становника  |
| ----------- | ----------- | ----------- |
| 1948.       | 284         |             |
| 1953.       | 304         |             |
| 1961.       | 713         |             |
| 1971.       | 737         |             |
| 1981.       | 801         |             |
| 1991.       | 583         |             |
| 2013.       | 567         |             |